# Mispila plagiata
Mispila plagiata là một loài bọ cánh cứng trong họ Cerambycidae.